# دانشگاه قبرس
دانشگاه قبرس (انگلیسی: University of Cyprus) دانشگاه دولتی مستقر در شهر نیکوزیا، قبرس است، که در سال ۱۹۸۹ تأسیس شد.